# 早繰り銀
| 9  | 8  | 7  | 6  | 5  | 4  | 3  | 2  | 1  |    |
| 香 | 桂 |    |    |    | 王 |    | 桂 | 香 | 一 |
|    | 飛 |    |    |    |    | 金 | 角 |    | 二 |
| 歩 |    |    | 銀 | 歩 | 金 | 銀 | 歩 | 歩 | 三 |
|    | 歩 | 歩 | 歩 |    | 歩 | 歩 |    |    | 四 |
|    |    |    |    |    |    | 歩 | 歩 |    | 五 |
|    |    | 歩 |    | 歩 | 銀 |    |    |    | 六 |
| 歩 | 歩 | 銀 | 歩 |    | 歩 |    |    | 歩 | 七 |
|    |    | 金 |    |    |    |    | 飛 |    | 八 |
| 香 | 桂 | 角 | 玉 |    | 金 |    | 桂 | 香 | 九 |

早繰り銀（はやくりぎん、英: Rapid Advancing Silver）は、将棋の戦法の1つ。主に相矢倉・角換わり・相掛かり戦において、右銀を（先手番では）3七~4六に活用する作戦の総称。▲4六銀-▲3五歩と攻める筋がある。

## 矢倉
早繰り銀は、従来から急戦矢倉で用いられていた。詳細は当項目を参照。

## 角換わり
| 9  | 8  | 7  | 6  | 5  | 4  | 3  | 2  | 1  |    |
| 香 | 桂 |    |    | 王 |    |    | 桂 | 香 | 一 |
|    | 飛 |    |    | 金 |    | 金 |    |    | 二 |
| 歩 |    | 歩 |    | 歩 | 歩 | 銀 | 歩 | 歩 | 三 |
|    |    |    | 歩 | 銀 |    | 歩 |    |    | 四 |
|    | 歩 |    |    |    |    | 歩 | 歩 |    | 五 |
|    |    | 歩 |    |    | 銀 |    |    |    | 六 |
| 歩 | 歩 | 銀 | 歩 | 歩 | 歩 |    |    | 歩 | 七 |
|    |    | 金 | 玉 |    |    |    | 飛 |    | 八 |
| 香 | 桂 |    |    |    | 金 |    | 桂 | 香 | 九 |

角換わりにおいて、早繰り銀は棒銀に対して強く腰掛け銀に対しては弱いとされている。その理由として、先手角換わり棒銀の定跡で後手が△5四角と自陣角を据えて対抗するのが先手の飛車の頭（2七の地点）と先手の玉頭（7六の地点）を睨む攻防手となる。その際、後手が早繰り銀の要領で△7三銀~△6四銀と活用すると5四の角の角頭を守りつつ、△7五歩から角と協力した攻めを見せて非常に相性が良い。この対策が主流となってから、角換わり棒銀の将棋は勝率を落とし激減した。
一方で腰掛け銀に対し先手が早繰り銀にすると、△5四銀~△4四歩から△4五歩など「歩越し銀には歩で対抗」の要領で銀を追い払われてしまうほかに△6五歩～△6四角や△4三銀▲3四歩△同銀など、多くの受け方がある。このため図の早繰り銀の局面のように素早い出足が必要となるが、この局面から△3五同歩▲同銀の局面について、『イメージと読みの将棋観2』（2010年、日本将棋連盟）ではまず▲7九玉と△9四歩の交換が必要としている。またこの局面では後手からすぐに△8六歩▲同歩△8五歩の継ぎ歩攻めも念頭に置く必要もあり、先手も以下▲2四歩△同歩▲同銀△同銀▲同飛△2三歩▲2八飛△8六歩に▲8三歩△同飛▲8四歩△同飛▲6六角で、以下△8二飛ならば▲1一角成△8七歩成▲同金△同飛成▲8八香となれば良い展開であるとしている。この他に図の早繰り銀の局面では▲3五歩△同歩▲同銀に、△6五歩や△4五銀などもあり、△4五銀以下は先手が▲7九玉なら△3六銀とすると△5二金が▲6三角を消している意味もありこの手が生きる展開になる。△6五歩であれば、▲2四歩△同歩▲同銀△同銀▲同飛△2三歩▲2八飛△6四角などの展開もあるが、いずれにせよ後手陣は手順の綾で△5二金が入っているところが飛車の横利きを消してさらに飛車が取られやすくなっていて非常にマイナスの手となっており、検討した6棋士のうち羽生善治以外は先手が指せるとみている。

### △3三金型
| 9  | 8  | 7  | 6  | 5  | 4  | 3  | 2  | 1  |    |
| 香 | 桂 |    | 金 | 王 |    | 銀 | 桂 | 香 | 一 |
|    | 飛 |    |    |    |    |    |    |    | 二 |
| 歩 |    |    | 歩 | 歩 | 歩 | 金 | 歩 | 歩 | 三 |
|    |    | 歩 | 銀 |    |    | 歩 |    |    | 四 |
|    | 歩 |    |    |    |    |    | 歩 |    | 五 |
|    |    | 歩 |    |    | 歩 |    |    |    | 六 |
| 歩 | 歩 | 銀 | 歩 | 歩 |    | 歩 |    | 歩 | 七 |
|    |    | 金 |    |    | 銀 |    | 飛 |    | 八 |
| 香 | 桂 |    |    | 玉 | 金 |    | 桂 | 香 | 九 |

角換わり早繰り銀の△3三金型は、角換わり後手番で手得のために本来銀将がいる場所に金将を配置するある種愚形で構える変則的な早繰り銀のことで、2020年頃にプロ棋界で流行した。第1号局は2013年の公式戦で登場しているとされているが、実際には1940年に間宮久夢斎が採用していることが知られる。その後間宮は先手番でも▲7七金型を構え、採用している。
「変則的な早繰り銀」や「△3三金型早繰り銀」と呼ばれているが、千葉幸生はサザンハヤクリと呼んでいる。
サザンハヤクリの最大の特徴は、防御側の銀将を動かさず、通常△3二にいる金将を銀将がいるはずの△3三に備えて飛車先交換を防いでいるので、通常の後手早繰り銀よりも銀の出足が2手早くなっている。
もともとは先手角換わりで▲7八金を省略して▲6九金のままで棒銀にいく作戦がある。後手が普通に応じると先手の出足が早く通常の角換わり棒銀よりも後手の右銀が遅れをとってしまい反撃が利かない。ただし金を7八に構えていないので、棒銀の銀が▲2七や２六まで進んでいれば、相手方からの有力な反発として△７四歩から△７五歩があり、▲同歩だと△６五角で馬を作られてしまう筋がある（先手なら▲3六歩から3五歩△同歩▲4五角）。ところが▲7七/△3三が金であればこの反撃が効かないのである。

## 対後手一手損角換わり
腰掛け銀に対して弱かった早繰り銀は角換わりでしばらく衰退したが、後手番一手損角換わりでは後手の手が遅れるため、通常の角換わりのようには銀を追われないと分かり、むしろ銀の足が早い早繰り銀による急戦で一手損を咎めようと棒銀と並んで対策の主流の位置を占めるに至った。居玉のまま攻めると▲3五歩△同歩▲同銀△3四歩▲2四歩△同歩▲同銀△同銀▲同飛の時に△1五角の王手飛車を受けるので、▲6八玉を入れてから攻めるのが重要（換えて▲1六歩と突き△1四歩なら早繰り銀、端を受けなかったら▲1五歩と突き越して右玉に組む作戦もある）。
後手の対策としては腰掛け銀と△8五歩を急ぎ、▲3五銀の瞬間に△8六歩▲同歩（▲同銀なら△5五角が飛車香取り）△8五歩（▲同歩なら△同飛が3五の銀取り）という筋や、飛車のコビンを角で攻めて対抗する。

## 相掛かり
相掛かりに於いては浮き飛車（2六飛型）から早繰り銀にする作戦を中原誠が得意とし、中原流早繰り銀と呼ばれている。3筋を突き捨ててから▲4六銀と上がるのが特徴。左辺への転戦も見せるなど、攻め筋が広く主導権を握りやすい。2012年現在、相掛かりでは2八飛型から棒銀にするのが主流となっておりあまり指されていないが、先手が横歩取り模様を回避して（▲3四飛と横歩を取れるのに）▲2六飛と引いた時に用いられることがある。

## 中飛車早繰り銀
| 9  | 8  | 7  | 6  | 5  | 4  | 3  | 2  | 1  |    |
| 香 | 桂 |    |    |    | 金 |    | 桂 | 香 | 一 |
|    | 飛 |    | 銀 | 金 | 銀 | 王 | 角 |    | 二 |
| 歩 |    | 歩 | 歩 |    | 歩 |    | 歩 | 歩 | 三 |
|    |    |    |    | 歩 |    | 歩 |    |    | 四 |
|    | 歩 |    |    |    |    |    |    |    | 五 |
|    |    | 歩 | 歩 | 歩 | 銀 |    |    |    | 六 |
| 歩 | 歩 | 角 |    |    | 歩 | 歩 | 歩 | 歩 | 七 |
|    |    |    |    | 飛 |    | 玉 |    |    | 八 |
| 香 | 桂 |    | 金 |    | 金 | 銀 | 桂 | 香 | 九 |

図の先手側のように左銀を6八～5七～4六と繰り出す中飛車が「早繰り銀中飛車」と呼ばれ、プロ棋士では大山康晴などが愛用していた。原始中飛車と同様にここからすぐ▲5五歩とつっかけて中央突破を図るのは稀であるが、原始中飛車に比べて持久戦への対応がスムーズな面がある。
進行の一例として△4四歩▲5五歩△4三銀▲5四歩△5三歩▲同歩成△同銀▲5五歩△3三角▲2八玉△2二玉▲3八銀△3二金など。　